# Monts-en-Bessin
Monts-en-Bessin è un comune francese di 426 abitanti situato nel dipartimento del Calvados nella regione della Normandia.

## Società

### Evoluzione demografica
Abitanti censiti